# Take the long way home
Take the long way home is een nummer van de Britse band Supertramp uit 1979. Het is de vierde single van hun zesde studioalbum Breakfast in America.
Het nummer haalde de 10e positie in de Amerikaanse Billboard Hot 100. In Nederland kwam het niet verder dan een 7e positie in de Tipparade. De liveversie van de dubbel LP "Live in Paris" werd in het najaar van 1980 even populair op Hilversum 3 en bereikte de 32e positie in de Nationale Hitparade.

## NPO Radio 2 Top 2000
| Nummer met noteringen in de NPO Radio 2 Top 2000 | '07  | '08 | '09  | '10  | '11  | '12  | '13 | '14  | '15  | '16  | '17  | '18 | '19 | '20 | '21 | '22 | '23 | '24 |
| ------------------------------------------------ | ---- | --- | ---- | ---- | ---- | ---- | --- | ---- | ---- | ---- | ---- | --- | --- | --- | --- | --- | --- | --- |
| Take the Long Way Home                           | 1115 | -   | 1041 | 1089 | 1115 | 1023 | 875 | 1075 | 1111 | 1228 | 1027 | 915 | 740 | 617 | 780 | 774 | 793 | 998 |

1. ↑  Een '-' betekent dat het nummer niet was genoteerd en een vetgedrukt getal geeft de hoogste notering aan.
2. ↑  2007 was het eerste jaar met een notering voor dit nummer.